# Máy ôm
Máy ôm (tiếng Anh: hug machine) - còn gọi là hộp ôm (hug box), máy siết chặt (squeeze machine) hay hộp siết chặt (squeeze box) - là một thiết bị được thiết kế nhằm giúp những người quá đỗi nhạy cảm (hypersensitive) có thể bình tĩnh trở lại, đặc biệt là những người mắc chứng tự kỉ. Máy này do Temple Grandin sáng chế ra khi bà còn là sinh viên đại học.
Các chứng rối loạn tự kỉ và phổ tự kỉ có tác động sâu sắc lên giao tiếp xã hội và mức độ nhạy cảm đối với các tác nhân giác quan của người bệnh, thường khiến họ thấy không thoải mái. Grandin đã giải quyết vấn đề này bằng cách chế tạo ra máy ôm mà cả bà và những người mắc bệnh đều có thể sử dụng để cảm thấy bình tĩnh trở lại.

## Miêu tả
Máy ôm bao gồm hai tấm ván có khớp nối, mỗi tấm có kích thước 120 cm x 90 cm, trên ván có lót đệm dày và mềm. Hai tấm này tạo thành hình chữ V. Cuối một đầu của chúng có một hộp điều khiển và các ống nối với máy nén khí. Khi sử dụng, một người nằm giữa hai tấm này bao lâu tùy thích kèm với việc điều khiển máy nén khí tùy ý để tạo áp suất lên cơ thể.

## Lịch sử
Khi còn là một cô bé, Grandin nhận thấy mình cần một thứ gì đó có thể tạo cảm giác nén lên cơ thể. Tuy nhiên, bà cảm thấy quá kích thích nếu được người khác ôm hoặc nắm giữ cơ thể. Ý tưởng về một chiếc máy ôm đến với bà trong một chuyến thăm bà dì tại một trại nuôi gia súc ở tiểu bang Arizona, Hoa Kỳ. Tại đây, bà để ý cách mà đám gia súc bị nhốt vào lồng khi chúng được tiêm chủng và nhận thấy một số con ngay tức khắc trở nên bình tĩnh khi thành lồng ép lên cơ thể chúng. Từ đó, bà quyết định tạo ra thứ gì đó mô phỏng cái lồng này nhằm giải quyết chứng nhạy cảm quá mức mà bà phải đối mặt.
Ban đầu, thiết bị của Grandin bị phản đối khi các nhà tâm lý học tại trường đại học tìm cách tịch thu nguyên mẫu chiếc máy của bà. Tuy nhiên giáo viên môn khoa học lại khuyến khích mà xác định lý do vì sao chiếc máy có thể giúp bà vượt qua chứng lo lắng và nhạy cảm quá mức.

## Sự hiệu quả
Một số chương trình trị liệu tại Mỹ hiện có dùng máy ôm và thu được kết quả tốt trong việc giúp các bệnh nhân tự kỉ - cả trẻ em lẫn người lớn - bình tĩnh trở lại. Năm 1995, Trung tâm Nghiên cứu Tự kỉ thực hiện cùng Đại học Willamette ở Salem, Oregon tiến hành một nghiên cứu trên 10 trẻ em tự kỉ và nhận thấy máy ôm có thể làm giảm sự căng thẳng và lo lắng của bọn trẻ. Một nghiên cứu thử nghiệm được xuất bản trên tạp chí American Journal of Occupational Therapy cho hay máy ôm có tác động đáng kể trong việc giảm sự căng thẳng, nhưng chỉ giảm đôi chút sự lo lắng.
Grandin vẫn tiếp tục dùng máy ôm thường xuyên để giảm các triệu chứng lo lắng. Bà có viết một bài về máy ôm và tác động của sự kích thích áp suất cao trên tạp chí Journal of Child and Adolescent Psychopharmacology.
Tháng 2 năm 2010, trong một cuộc phỏng vấn với tạp chí Time, Grandin cho biết bà không còn dùng máy ôm nữa. Bà tâm sự: "Nó hỏng hai năm rồi và tôi cũng không sửa nó. Giờ tôi ôm tất cả mọi người."

## Ghế siết chặt
Thập niên 1990, nghệ sĩ Wendy Jacob hợp tác với Grandin để chế ra các đồ nội thất có thể ôm người dùng dựa theo ý tưởng máy ôm của Grandin.